# Negril Aerodrome
Negril Aerodrome is een vliegveld in Negril, in het westen van Jamaica. Het is een kleine luchthaven die slechts wordt gebruikt door binnenlandse vluchten en privéjets. Het vliegveld bevindt zich aan de noordzijde van het dorp, nabij de grote hotelcomplexen.

## Luchtvaartmaatschappijen en bestemmingen
- De Jamaicaanse maatschappij AirLink Express vliegt 10 maal daags tussen het Sangster International Airport in Montego Bay en Negril[1]